# أمينيا (زوجة حورمحب)
أمينيا هي سيدة نبيلة مصرية كانت الزوجة الأولى لحورمحب آخر حكام الأسرة الثامنة عشر.
المعلومات المتوفرة حول أمينيا قليلة، ولكن يُعتقد أنها ماتت في فترة حكم آي أو أثناء فترة حكم توت عنخ آمون أي أنها ماتت قبل أن يصبح زوجها حورمحب فرعونًا